# Zaliszcze
Zaliszcze (prononciation [zaˈliʂt͡ʂɛ]) est un village de la gmina de Podedwórze du powiat de Parczew dans la voïvodie de Lublin, situé dans l'est de la Pologne.
Il se situe à environ 6 kilomètres au sud-ouest de Podedwórze (siège de la gmina), 20 kilomètres à l'est de Parczew (siège du powiat) et 61 kilomètres au nord-est de Lublin (capitale de la voïvodie).

## Histoire
De 1975 à 1998, le village est attaché administrativement à l'ancienne Voïvodie de Biała Podlaska.

Depuis 1999, il fait partie de la nouvelle voïvodie de Lublin.